# Lyons (Nebraska)
Lyons es una ciudad situada en el condado de Burt, Nebraska, Estados Unidos. Tiene una población estimada, a mediados de 2022, de 816 habitantes.

## Geografía
La localidad está ubicada en las coordenadas 41°56′9″N 96°28′20″O / 41.93583, -96.47222. Según la Oficina del Censo de los Estados Unidos, tiene una superficie total de 1.79 km², de los cuales 1.77 km² corresponden a tierra firme y 0.02 km² están cubiertos de agua.

## Demografía
Según el censo de 2020, en ese momento había 824 personas residiendo en la localidad. La densidad de población era de 465.54 hab./km². El 89.8% de los habitantes eran blancos, el 0.4% eran afroamericanos, el 0.8% eran amerindios, el 0.7% eran asiáticos, el 0.4% eran isleños del Pacífico, el 2.2% eran de otras razas y el 5.7% eran de una mezcla de razas. Del total de la población, el 6.4% eran hispanos o latinos de cualquier raza.